# Орликовский, Александр Александрович
Алекса́ндр Алекса́ндрович Орлико́вский (12 июня 1938 года, Москва — 1 мая 2016 года, Москва) — советский и российский физик, доктор технических наук (1982), профессор (1984), академик РАН (2008), директор и научный руководитель Физико-технологического института РАН (ФТИАН).

## Биография
Родился в 1938 году в семье белоруса, уроженца Витебской губернии, участника Гражданской войны, начальника штаба 8-й Дальневосточной кавалерийской дивизии ОКДВА полковника РККА Александра Ивановича Орликовского и москвички из бывшей купеческой семьи Натальи Сергеевны Мальковой. Ещё до рождения А.А. Орликовского его отец был репрессирован.

### Научная карьера
Выпускник Московского инженерно-физического института 1961 года.
В 1961—1963 годах работал в Союзном научно-исследовательском институте приборостроения.
В 1963—1966 годах — аспирант Московского института электронного машиностроения.
В 1969—1984 годах (последовательно) старший преподаватель, доцент, профессор кафедры интегральных полупроводниковых схем (ныне кафедра интегральной электроники и микросистем) Московского института электронной техники.
В 1981—1985 годах — старший научный сотрудник сектора микроэлектроники Физического института им. П. Н. Лебедева (ФИАН), в 1985—1988 годах заведующий лабораторией микроструктурирования и субмикронных приборов отдела микроэлектроники Института общей физики (ИОФАН).
С 1988 года (после выделения отдела в Физико-технологический институт) заведующий лабораторией (1988—2001), заместитель директора по научной работе (2001—2005), директор (2005—2015), научный руководитель ФТИАН (2015—2016).
Начиная с работы в МИЭТ, научная карьера и деятельность Орликовского была тесно связана с деятельностью академика К.А. Валиева. Орликовский, как и Валиев, последовательно переходил сначала в ФИАН, затем в ИОФАН и в ФТИАН. В 2005 году, когда Валиев ушёл с должности директора ФТИАН, новым директором был избран именно Орликовский.
Читал лекции на кафедре физических и технологических проблем микроэлектроники факультета физической и квантовой электроники МФТИ.
Член-корреспондент РАН (2000), академик РАН (2006) по Отделению нанотехнологий и информационных технологий.
Скончался 1 мая 2016 года в Москве. Похоронен на Троекуровском кладбище (участок 25а).

#### Основные научные результаты
- Выполнены с внедрением в спецаппаратуре пионерские работы по полупроводниковым интегральным схемам памяти (концепция, схемы выборки, структуры, коллективные явления).
- Разработаны плазменные процессы (травления, осаждения, имплантации и др.) в технологии кремниевой наноэлектроники; разработаны методы мониторинга плазменных процессов, созданы высокочувствительные детекторы момента окончания процессов; разработан томограф низкотемпературной плазмы для контроля 2В-распределений концентраций радикалов и ионов.
- Разработаны оригинальные конструкции СВЧ и ВЧ источников высокооднородных потоков плотной плазмы; созданы автоматизированные технологические плазменные установки, предназначенные для применения как в исследовательских, так и в промышленных целях.
- Разработаны новые технологии силицидизации контактов к мелкозалегающим p-n переходам; получены приоритетные результаты в исследованиях кинетики фазообразования силицидов.
- Разработана физическая модель баллистических нанотранзисторов со структурой «кремний на изоляторе» с учетом квантовых эффектов; созданы нанотранзисторы с суб-100 нм каналами.

## Награды
- Орден Дружбы
- Премия Правительства Российской Федерации в области науки и техники
- Премия Правительства Российской Федерации в области образования (2013 год) — (совм. с проф. ФРТК МФТИ С.Н. Гаричевым, проф. А.В. Старовойтовым, проф. Ю.В. Протасовым и др.) за научно-практическую разработку "Создание базы знаний "Электроника" на основе генерации серии тематических баз и банков данных по фундаментальным разделам физической и прикладной электроники и издание серии учебников и учебных пособий "Электроника в техническом университете"[3]